# Sonar di emergenza

Emersione del sottomarino Toti

L’esigenza di un sonar d'emergenza nasce nel caso in cui il sonar operativo del sottomarino sia in avaria, ciò per consentire l'emersione in sicurezza del battello.

## Caratteristiche del sonar
Le caratteristiche fondamentali di un sonar d'emergenza, per realizzare un sistema semplice e per conseguenza affidabile, sono:
- Trattamento numerico dei segnali senza l’impiego di conversione analogico-digitale.
- Rimessa in coerenza dei segnali video in tempo reale senza l’impiego di strutture di ritardo.
- Algoritmi per la formazione fasci preformati in correlazione estremamente semplici[1].
- Software in grado di lavorare con personal computer di serie.
- Interfacciabilità immediata con le basi acustiche del sonar siano esse circolari che di tipo conforme.

## Storia
Nell'anno 2000 la Marina Militare Italiana ha progettato e costruito il primo sonar d'emergenza nell'ottica di utilizzarlo nei sottomarini classi Toti e Sauro.
A cura delle Officine di Elettroacustica dell'Arsenale Militare di la Spezia è stato collaudato il sonar di emergenza nominato FALCON, acronimo di Fasci Acustici per Localizzazione a Coerenza d’Onda Naturale.

## Descrizione tecnica

### Schema a blocchi
La metodologia di trattamento dei segnali idrofonici è in correlazione a due stati, ed in linea di principio, estremamente semplice:

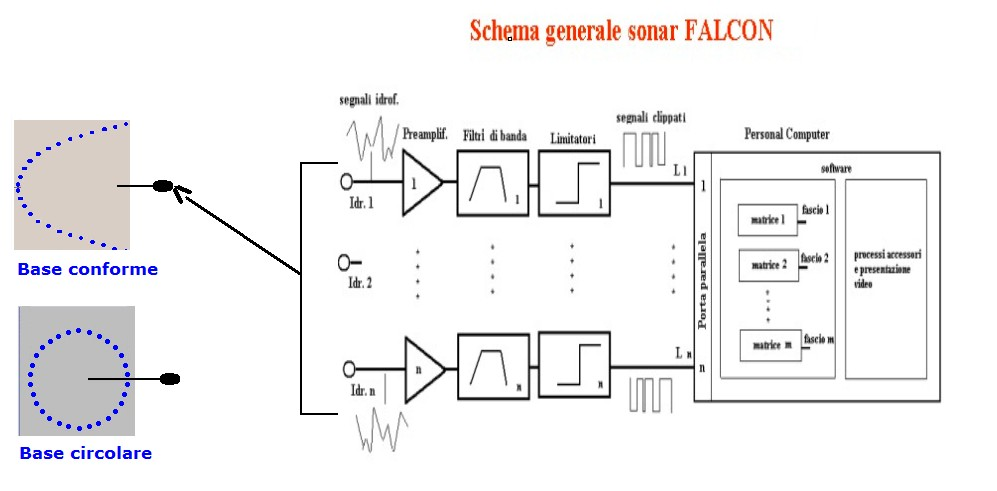
Schema a blocchi del sonar FALCON

Selezionata la base acustica, circolare o conforme, si amplificano, si filtrano nella banda prescelta {\displaystyle (f1-f2)} e si limitano a due stati gli {\displaystyle n} segnali idrofonici che, indicati dopo limitazione, con {\displaystyle (L1\ -\ Ln)}.
L’insieme degli stati logici istantanei del gruppo {\displaystyle (L1\ -\ Ln)} può essere visto come un numero binario costituito da una stringa contenente, ad esempio, gli {\displaystyle n} valori {\displaystyle (0-1-1-0-1-1-0-1)}.
La stringa ad {\displaystyle n} bit è inserita nel computer al ritmo superiore a due volte la frequenza massima della banda; questa stringa, avente il corrispondente valore numerico {\displaystyle Y}, contiene tutte le informazioni necessarie all’elaborazione. 
Il software dispone di {\displaystyle m} matrici di conversione che secondo la filosofia FALCON, computano gli {\displaystyle m} altrettanti fasci preformati.

### Visualizzazione dei bersagli
I bersagli sono visualizzati sullo schermo del computer secondo presentazione tipo A:

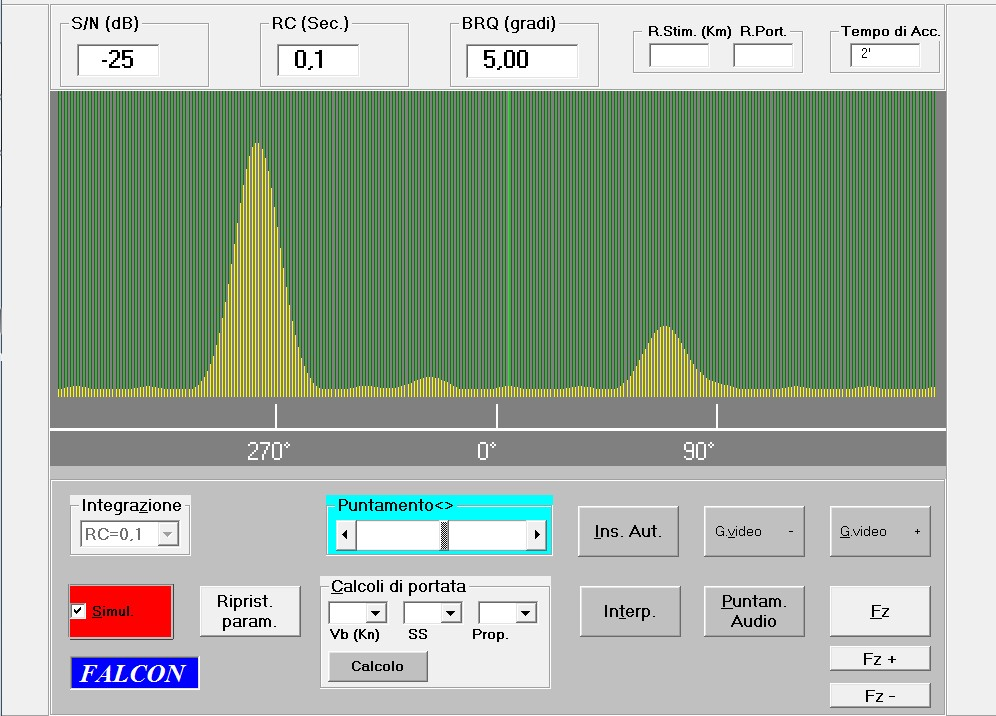
Sonar d'emergenza: presentazione video

- Nella presentazione video compaiono campane luminose aventi ampiezza diversa a seguito della corrispondente ampiezza dei segnali generati dai bersagli.
- Un indice luminoso verticale è posizionabile per la collimazione angolare dei bersagli.[N 5][N 6]

### Il prototipo di laboratorio

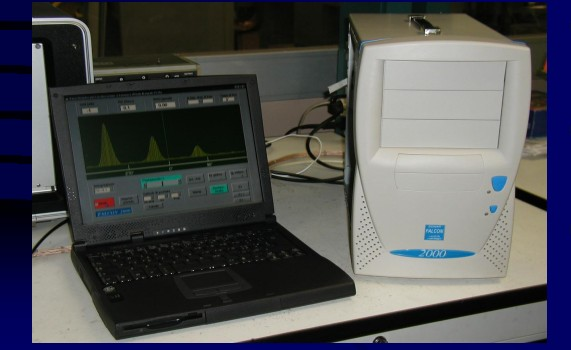
Vista prototipo Sonar FALCON per prove di laboratorio:fase di scoperta di un bersaglio.
Italia
-Arsenale Marina Militare
-La Spezia
-Inizio costruzione = 2000
-Fine costruzione = 2001

Il prototipo del sonar FALCON, per le prove di laboratorio, è stato assiemato in un minitower collegato ad un P.C. portatile, la struttura nel suo insieme è stata collegata direttamente ad una base idrofonica senza organi di preamplificazione.
L'autonomia del prototipo assicurava un'autonomia di navigazione dell'ordine delle 2 ore.